# Институт биомедицинской химии имени В. Н. Ореховича
Федеральное государственное бюджетное научное учреждение «Научно-исследовательский институт биомедицинской химии имени В. Н. Ореховича» (ИБМХ) — институт, занимающийся проблемами биологической и медицинской химии (транскриптомикой, протеомикой и метаболомикой, нанобиотехнологиями, клеточной и системной биологией, биоинформатикой).
Институт является базовым для студентов медико-биологического факультета Российского национального исследовательского медицинского университета имени Н. И. Пирогова (ФГАОУ ВО РНИМУ им. Н. И. Пирогова Минздрава России).

## История
Институт биологической и медицинской химии АМН СССР был создан Постановлением Совнаркома СССР от 30 июня 1944 года № 797 после объединения отделов биохимии и органической химии Всесоюзного института экспериментальной медицины. Первым директором института был Я. О. Парнас (1944—1948). В 1949—1989 году директором был академик В. Н. Орехович. Приказом министра здравоохранения СССР от 5 января 1989 года № 6 объединён с Институтом медицинской энзимологии АМН СССР в Научно-исследовательский институт биологической и медицинской химии АМН СССР. С 1989 года институт возглавлял академик А. И. Арчаков. Приказом Президента РАМН от 24 декабря 1992 года № 89 переименован в Научно-исследовательский институт биомедицинской химии РАМН, . Постановлением Правительства г. Москвы от 25 июля 2000 года № 568 присвоено имя В. Н. Ореховича. В соответствии с Постановлением Президиума РАМН от 25 июня 2008 года № 147 (Протокол № 8 § 31) ГУ Научно-исследовательский институт биомедицинской химии имени В. Н. Ореховича РАМН переименовано в Учреждение РАМН Научно-исследовательский институт биомедицинской химии имени В. Н. Ореховича. В соответствии с Постановлением Президиума РАМН от 23 ноября 2011 года № 331 (Протокол № 16 § 8) переименовано в ФГБУ «Научно-исследовательский институт биомедицинской химии имени В. Н. Ореховича» РАМН. В соответствии с распоряжением Правительства Российской Федерации от 2 октября 2009 года № 1427-р включён в перечень организаций, подведомственных РАМН. В соответствии с ФЗ от 27 сентября 2013 года № 253-ФЗ «О Российской академии наук, реорганизации государственных академий наук и внесении изменений в отдельные законодательные акты Российской Федерации» и распоряжением Правительства Российской Федерации от 30 декабря 2013 года № 2591-р передан в ведение ФАНО России. В соответствии с приказом ФАНО РОССИИ № 179 от 98 июля 2014 года Институт переименован в Федеральное государственное бюджетное учреждение «Научно-исследовательский институт биомедицинской химии имени В.Н. Ореховича» (ИБМХ). Название на английском языке – Institute of Biomedical Chemistry (IBMC). В соответствии с Указом Президента Российской Федерации от 15 мая 2018 года № 215 «О структуре федеральных органов исполнительной власти» и распоряжением Правительства Российской Федерации от 27 июня 2018 года № 1293-р передан в ведение Министерства науки и высшего образования Российской Федерации.
В разное время в институте работали ученые-биохимики академики А. Е. Браунштейн, М. М. Шемякин, С. Е. Северин, Н. А. Юдаев, С. Р. Мардашёв, Т. Т. Берёзов; члены-корреспонденты В. З. Горкин, Б. Ф. Коровкин и И. И. Вотрин; профессора С. Я. Капланский, Г. Л. Розенфельд, В. С. Тонгур, Т. С. Пасхина.

## Область научных исследований
- Протеомные исследования и масс-спектрометрия
- Персонализированная медицина
- Биохимия и медицинская химия
- Нанолекарства
- Биоинформатика
- Генетические технологии

Институтом разработан лекарственный препарат Фосфоглив, предназначенный для лечения хронических заболеваний печени.

## Структура института
Подразделения института специализируются на аналитических исследованиях (Масс-спектрометрические исследования, протеомика, метаболомика, оптические биосенсоры, электрохимия и атомно-силовая микроскопия), клеточной биологии и персонализированной медицины (биотехнологии, регенеративная медицина, молекулярная диагностика), математической биологии и биоинформатики (компьютерный дизайн лекарственных соединений, молекулярное моделирование, постгеномный анализ данных), биохимии (белки и ферменты), органической химии (синтез гетероциклических соединений и синтетических стеролов), разработке и производстве лекарств (транспортные системы доставки лекарств, пептиды как вакцины). В структуру института так же входит Центр научно-практического образования, который занимается развитием и популяризацией омикс-технологий.

## Современность
Институт проводит исследования в области:
- Протеом человека: анализ высоко- и низкокопийных белков в норме и патологии
- Создание клеточных моделей для исследования молекулярных механизмов патогенеза и совершенствования методов лечения социально значимых заболеваний
- Компьютерный и экспериментальный анализ физиологически активных соединений
- Исследование механизмов нарушения процесса дифференцировки клеток эпителиальных тканей человека с использованием прецизионных информационно-аналитических и экспериментальных методов

На базе ИБМХ действует диссертационный совет по защите диссертаций на соискание ученой степени кандидата наук, на соискание ученой степени доктора наук по специальностям: биохимия и математическая биология, биоинформатика.
Институт является учебно-исследовательской базой для студентов, дипломников и аспирантов Российского национального исследовательского медицинского университета имени Н. И. Пирогова (ФГАОУ ВО РНИМУ им. Н. И. Пирогова Минздрава России) для выполнения курсовых, дипломных и диссертационных работ. Так же на базе ИБМХ действует Совет молодых ученых, задача которого заключается в содействии и поддержке молодых талантливых сотрудников Института с целью решения современных научных задач на мировом уровне, а также создании условий для их профессионального и творческого роста в выбранной специальности.

## Труды
С 1955 по 2002 года на базе ИБМХ издавался журнал «Вопросы медицинской химии». С 2002 года журнал переименован в «Биомедицинская химия» и издается на русском и английском языках по всем разделам биомедицинской химии и смежным дисциплинам.
С 2018 года издается журнал «Biomedical Chemistry: Research and Methods». Журнал открытого доступа Biomedical Chemistry: Research and Methods публикует работы по всем разделам биомедицинской химии и смежным областям, включая молекулярную и клеточную биологию, омиксные дисциплины (геномику, транскриптомику, протеомику, метаболомику, биоинформатику), энзимологию, биохимическую фармакологию, клиническую биохимию и др.